# Ermita de San Juan de la Montaña
La ermita de San Juan de la Montaña es un mirador natural de la comarca de la Cuenca de Barberá. Se encuentra situada dentro del término municipal de Montblanch, a unos tres kilómetros hacia el macizo de las Montañas de Prades. La fama originaria de la ermita proviene de una dama de la nobleza, Leonor de Urgel, quien prefirió la vida contemplativa tras la caída y encarcelamiento de su hermano Jaime II de Urgel.

## Historia
Los orígenes de la ermita parten de la época medieval, un momento propicio para el eremitismo. A principios del siglo XV, la princesa Leonor de Urgel, hermana de Jaime II de Urgel, hizo vida eremítica durante dieciséis años, desde 1414 hasta su muerte en 1430, en una cueva cercana a la ermita, llamada desde entonces «Cueva de Nialó» (contracción de Na Elionor). No se sabe con certeza si la princesa fundó la ermita que se conoce hoy en día o si sólo la restauró y puso bajo la advocación de San Juan Bautista.
En aquellos tiempos, fray Pere Marginet, exmonje del monasterio de Poblet, también había hecho vida eremítica por las tierras, y se convirtió en guía espiritual de la princesa.
En la segunda mitad del siglo XV ya hay documentada una importante edificación a la ermita, con la capilla y varias celdas, bajo la administración de los cónsules de Montblanch, ya que se sabe que en el año 1472, a fin de curar de una enfermedad, quería hacer estancia fray Blas Romeu, monje del monasterio de Poblet, con dos ayudantes.
Durante los siglos posteriores, la devoción y la admiración por la ermita fue creciendo y hubo vida eremítica ininterrumpidamente hasta 1936, cuando milicianos republicanos destruyeron el retablo de alabastro de San Juan que presidía la capilla central, la campana fue despedazada y la ermita fue saqueada. Del retablo se conservaron fragmentos que están guardados y reagrupados en el Museo Comarcal de Montblanch. Los rasgos estilísticos de la obra apuntan al estilo del primer renacimiento en Cataluña, en el siglo XVI.
Terminada la guerra civil española, un grupo de jóvenes arregló las estancias y cubrió el tejado. Pero la ausencia de ermitaños y la ubicación en pleno bosque hicieron que la ermita se fuera deteriorando hasta el punto que, a principios de los años 90 del siglo XX, estaba completamente en ruinas. Fue entonces cuando Joan Serafí Serra i Ollé y los hermanos Joan y Josep Jávega y Bulló crearon el grupo Estrams (génesis de los Ermitaños de San Juan de la Montaña), que hicieron canciones y escenificaron diferentes lugares de la región.
En 1993, el grupo Estrams fue el catalizador de la voluntad de recuperar la ermita y se constituyó el «grupo Ermitaños de San Juan de la Montaña». Este grupo, formado por una treintena de miembros, iban una vez por semana a la ermita para desayunar juntos y trabajar en diferentes tareas, dentro y fuera de la ermita. Su tarea significó arreglarla casi completamente, reconstruir la fuente, colocar una copia del retablo de Damián Forment, etc. Tras casi 70 años, en la ermita se volvía a celebrar la eucaristía.

## Día de San Juan
La noche de San Juan era costumbre hacer una procesión de antorchas desde la villa de Montblanch hasta la ermita, donde se encendía el primer fuego de la comarca. Los otros pueblos, cuando lo veían encendido, daban por iniciada la noche de fuego y prendían los suyos.
Actualmente, cada año, el día de San Juan, personas de toda la comarca suben a la ermita, hacen una misa al amanecer y celebran una fiesta. Después, se celebra una misa en la explanada superior y los Bailes de bastones de Montblanch pican el Baile de San Juan. Además, el Club Atlétic Montblanc organiza una caminata a pie y una subida corriendo desde Montblanch hasta la ermita.

## Ermita y mirador de san Juan
Desde Montblanch, se puede acceder por el camino del Tárraga, por el camino del bosque de Gorrines o por el camino de la Solana. Desde Poblet o Espluga de Francolí se puede acceder por el camino de la Pena. En la ermita, se encuentra una campana a la entrada y a la derecha queda la capilla de San Juan Bautista, excavada en la roca. También se ha reconstruido una chimenea y una cocina para refugiarse los montañeros. Si se sube hasta la parte superior del edificio, se llega a una plazoleta con algunas piezas conmemorativas de diversas entidades montblanquinas y, a mano derecha, queda el Mirador de San Juan, con un libro de firmas y la bandera catalana, que se renueva solo por las fiestas de Navidad y por San Juan.
El mirador es una roca de arenisca, roja, que a su vez hace de muro y techo de la ermita. En este mirador hay un retablo de azulejos que indica cuáles son los pueblos y las sierras que se pueden ver: Montblanch, Barbará, Forès, Solivella, Sierra del Tallat, Miramar, Montserrat, Andorra, el Canigó, el macizo de la Maladeta con el Aneto, etc. Si se sigue la cresta junto al mirador, se llega a la Cueva de Nialó.